# St. Peter und Paul (Mittenwald)

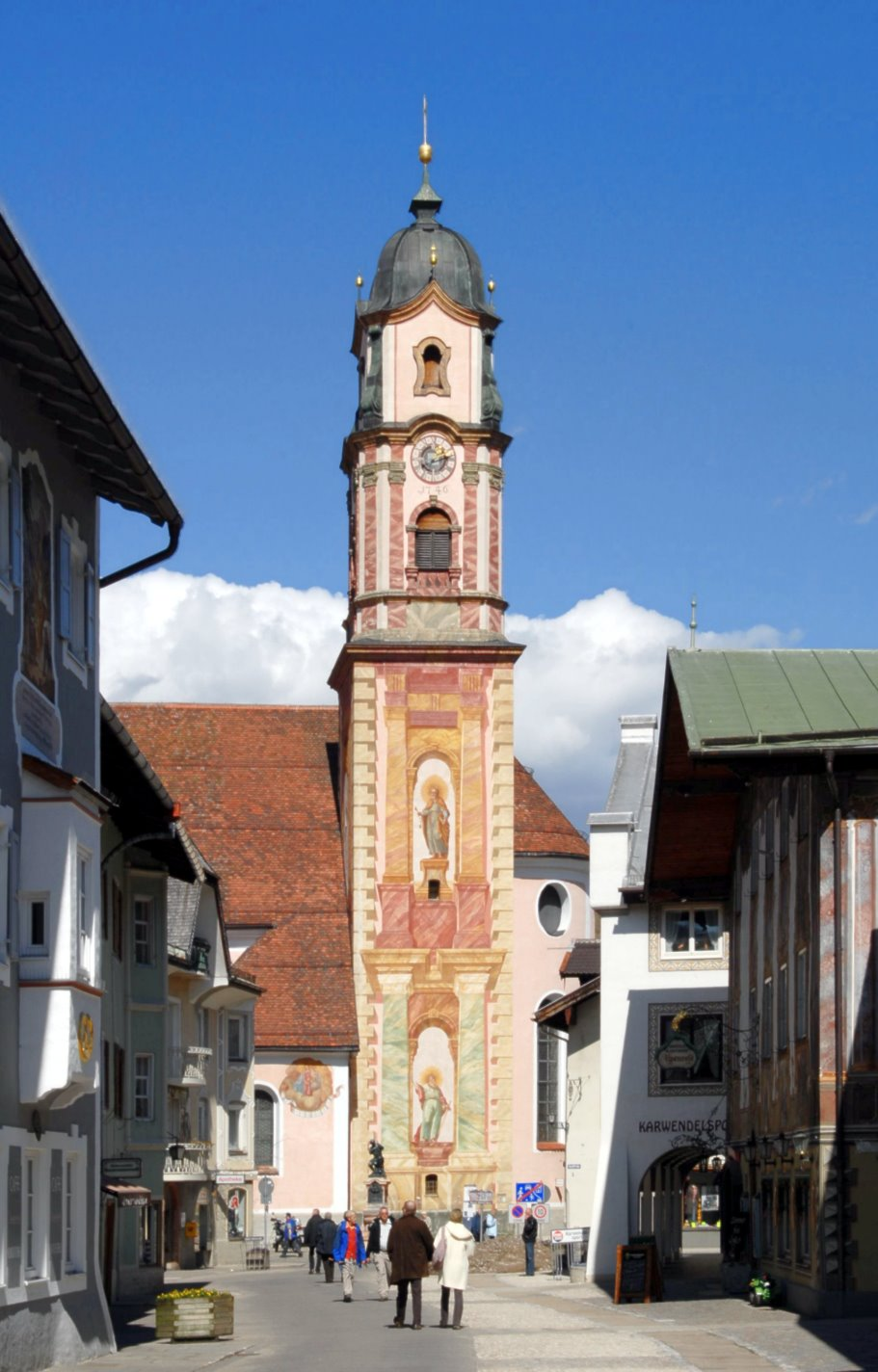
St. Peter und Paul von Süden vom Obermarkt gesehen

Die römisch-katholische Pfarrkirche St. Peter und Paul in Mittenwald im oberbayerischen Landkreis Garmisch-Partenkirchen gehört als Teil der gleichnamigen Pfarrei zum Dekanat Werdenfels des Erzbistums München und Freising. Das Gotteshaus mit der Adresse Matthias-Klotz-Straße 2 steht unter Denkmalschutz und ist mit seinem reich bemalten Kirchturm Wahrzeichen von Mittenwald.

## Geschichte

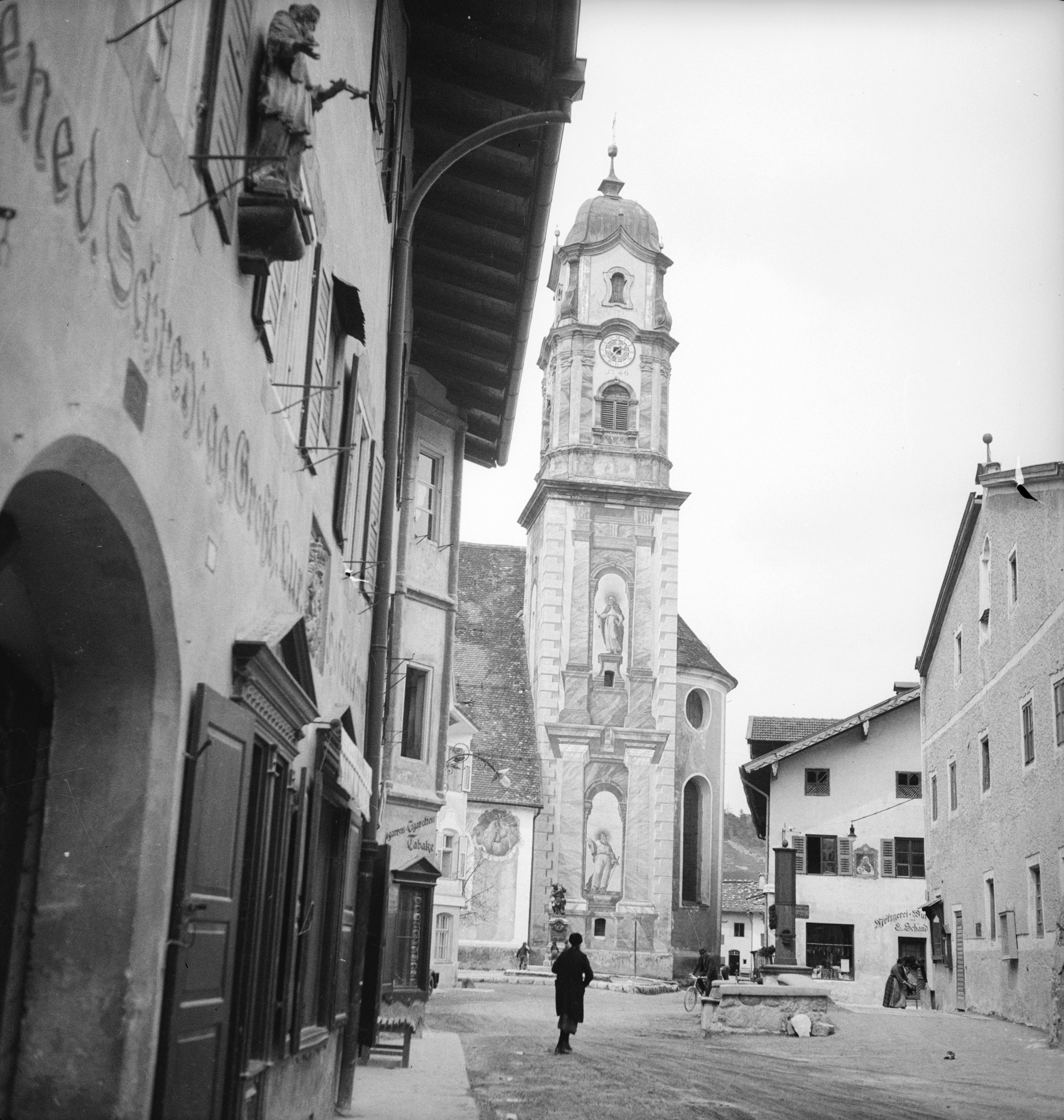
St. Peter und Paul, 1938

Eine Mittenwalder Kirche wird erstmals 1315 genannt. Die heutige Kirche wurde von 1738 bis 1740 von Baumeister Joseph Schmuzer erbaut. Der Turm ist mit dem Jahr 1746 bezeichnet. Geweiht wurde die Kirche am 23. Juni 1749 von Weihbischof Johann Ferdinand Freiherr von Bödigheim.
Im Jahr 1999 wurde von Bernhardt Edskes eine neue Orgel eingebaut.

## Architektur
Die Pfarrkirche St. Peter und Paul ist eine „großräumige“, spätbarocke Saalkirche mit eingezogenem, spätgotischem Chor. Südlich ist der Kirchturm angeschlossen. Zweites und drittes Turmgeschoss gehen zu einem ungleichseitigen Achteck über. Das zweite Turmgeschoss wird von ionischen Pilastern gegliedert, das dritte von vor die Schrägen gestellten Voluten. Im Innenraum durchbrechen Rundbogenfenster die ansonsten ungegliederten Wände des Langhauses, das von einer Flachkuppel überwölbt wird. Eine dreigeschossige Empore schließt den Raum nach Westen ab. Zwischen Gemeinderaum und Chor ist ein querrechteckiges, durch Gurtbogen und eigene Wölbung ausgezeichnetes Joch eingeschaltet. Ihm gliedern sich seitlich Kapellen an. Den Chor deckt eine Stichkappentonne. An den Chorseiten liegen Oratorienbalkone. Hier stehen an den Wänden Doppelpilaster.

## Ausstattung
Die zahlreichen Fresken stammen vom Augsburger Matthäus Günther. Sie zeigen im Chor die Berufung Petri zum Oberhaupt der Kirche, daneben in Seitenfeldern rechts „Die Pforte der Hölle werden sie nicht überwältigen“ und links Jesus auf dem See Genezareth wandernd. Am Gurtbogen befindet sich das Wappen der Bischöfe von Freising, zwischen Bogen und Hauptgemälde eine Darstellung der Bekehrung des hl. Paulus auf dem Weg nach Damaskus. Der viersäulige Hochaltar steht auf einem hohen Sockel. Sein Gebälk löst sich in der Mitte in eine Lambrequingirlande auf. Musizierende Engel besetzen die Giebelschrägen. Zwischen ihnen schwebt eine Strahlenglorie, die Licht von einem hochliegenden Chorfenster erhält. Vor den Säulen stehen vier vergoldete Heiligenfiguren. Das Altarblatt von 1742 stammt wie die Fresken von Matthäus Günther, es zeigt die Kirchenpatrone Peter und Paul. Diese sind auch am Kirchturm abgebildet.

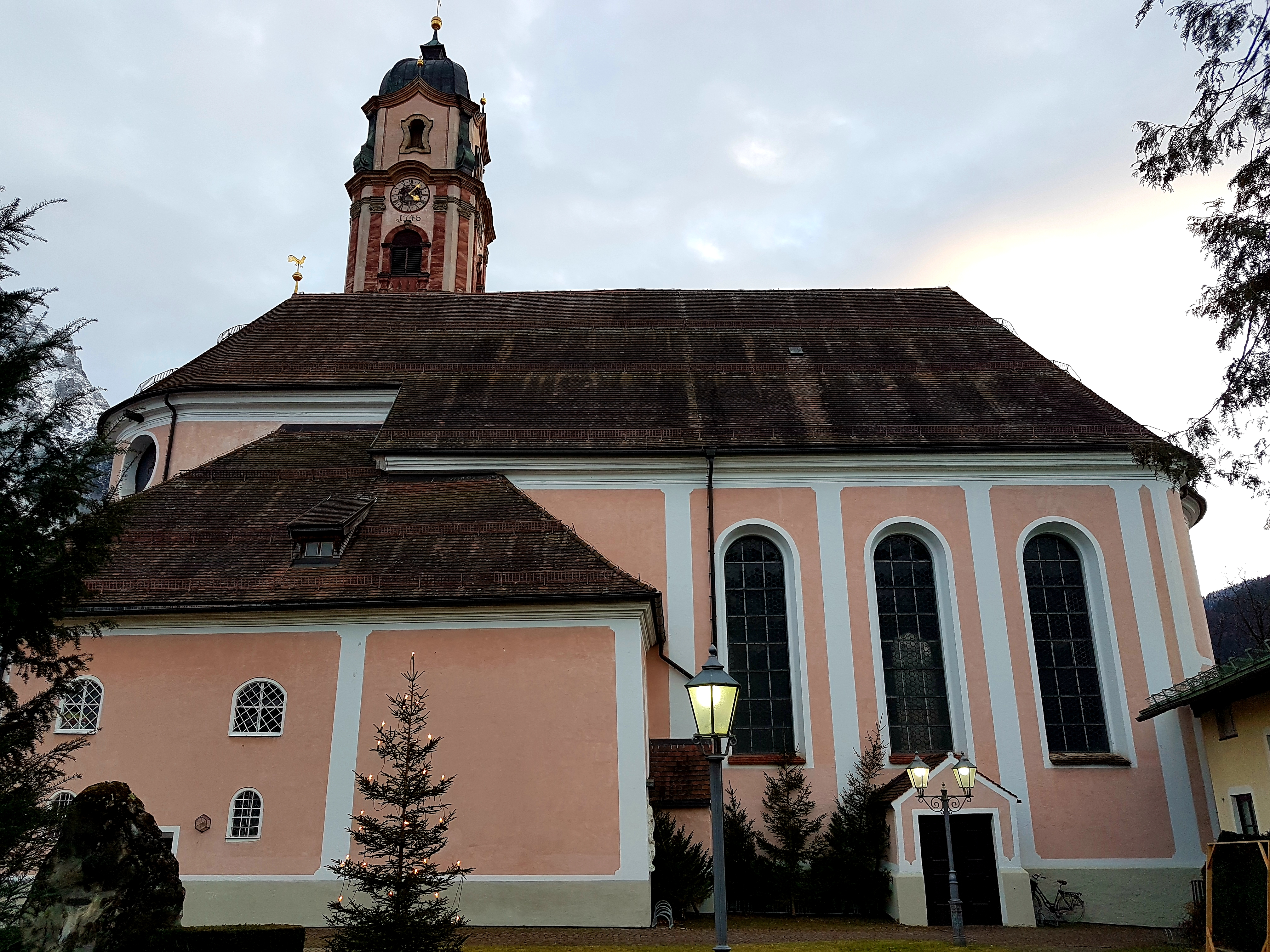
Nordfassade
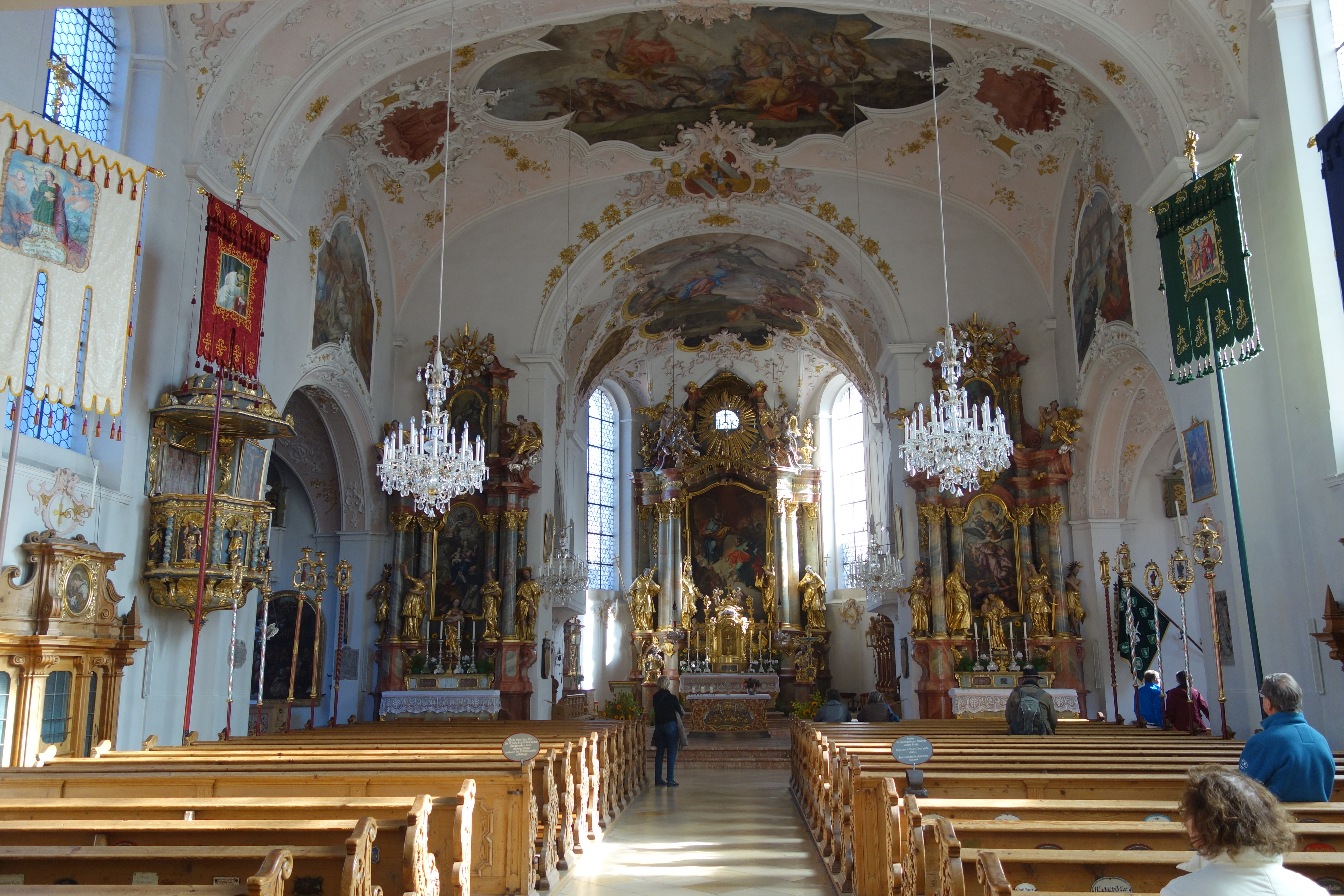
Innenansicht
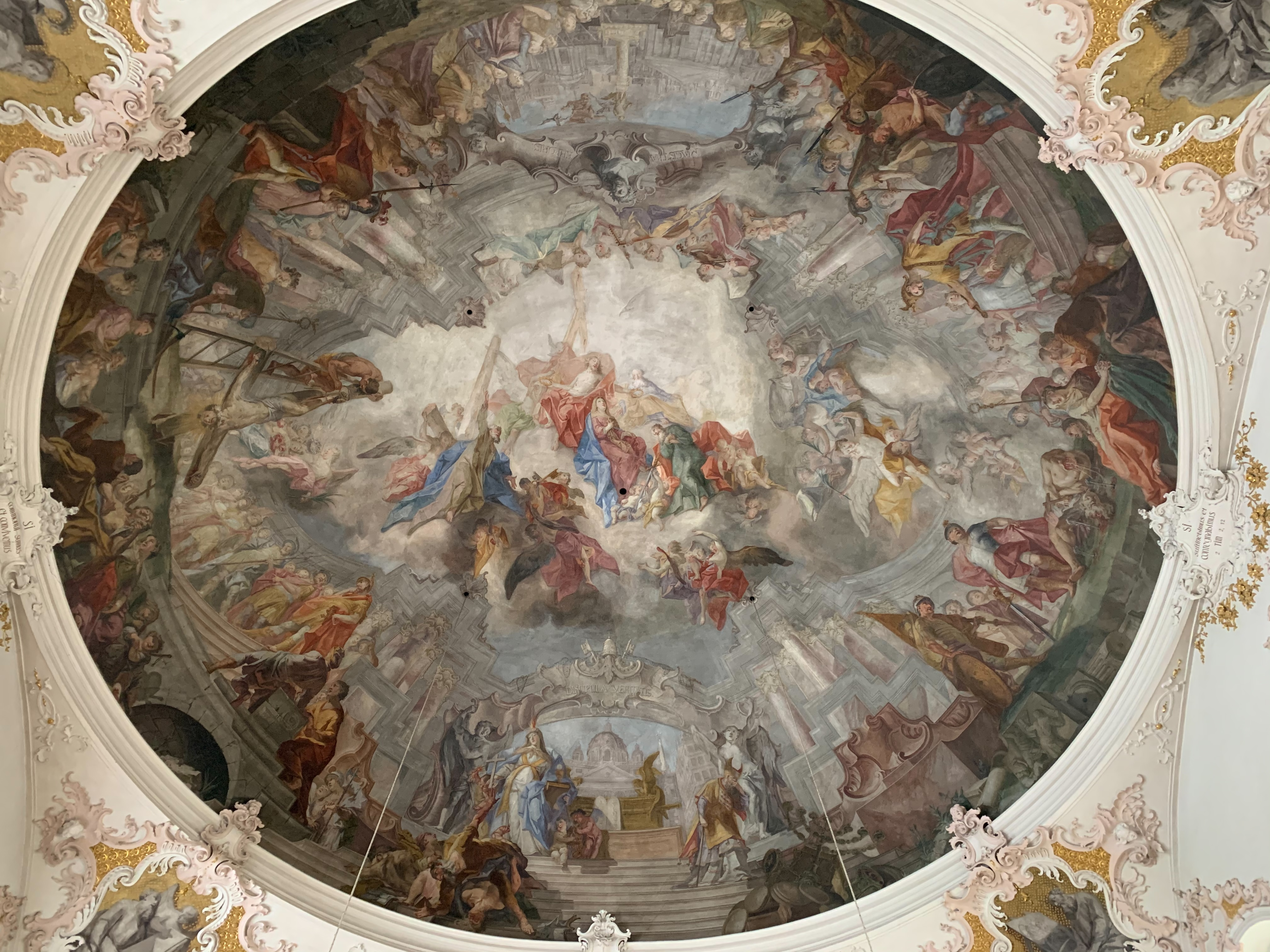
Fresko im Langhaus

## Orgel

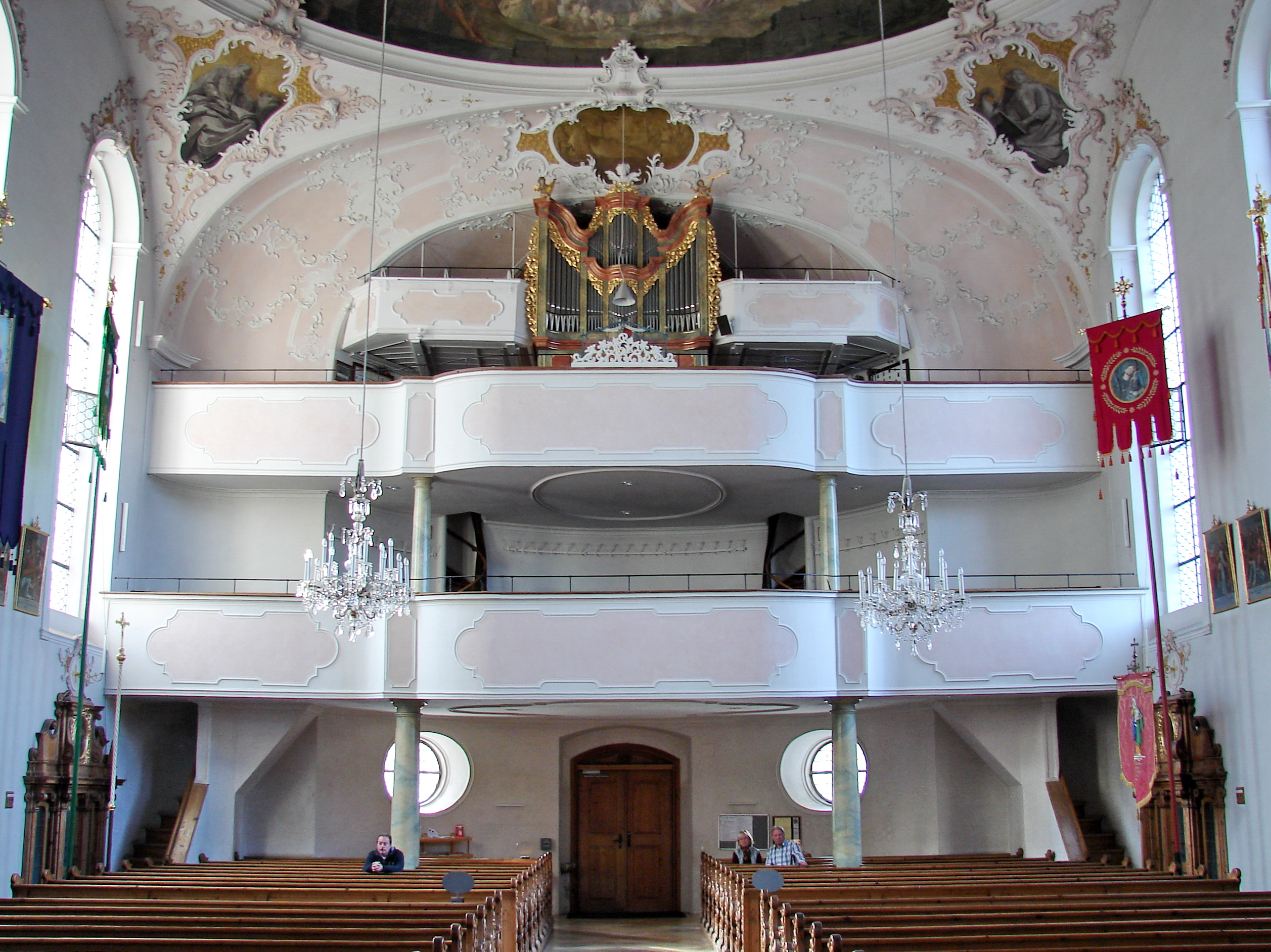
Emporen mit Orgel

Die Kirche besaß bereits vor 1800 eine Orgel.
Im 20. Jahrhundert kam es in St. Peter und Paul drei Mal zum Neubau der Orgel. Zunächst baute 1905 Josef Mühlbauer III. aus Augsburg ein Instrument mit Kegelladen, pneumatischer Spiel- sowie Registertraktur und 13 Registern auf zwei Manualen und Pedal. Die Disposition lautete:
| I. Manual |       |
| Bourdon   | 16′   |
| Principal | 8′    |
| Gamba     | 8′    |
| Flöte     | 8′    |
| Octav     | 4′    |
| Mixtur    | 2 ⁄3′ |

| II. Manual |    |
| Gedeckt    | 8′ |
| Salicional | 8′ |
| Aeoline    | 8′ |
| Gemshorn   | 4′ |

| Pedal   |     |
| Subbaß  | 16′ |
| Zartbaß | 16′ |
| Violon  | 8′  |

- Koppeln: II/I, II/P, I/P, Super- und Suboktavkoppeln

Der nächste Neubau erfolgte durch Josef Zeilhuber aus Altstädten im Jahr 1960. Er baute aus 30 Registern auf drei Manualen und Pedal eine Orgel mit Kegelladen und elektropneumatischer Spiel- sowie Registertraktur. Dieses Instrument hatte die Disposition:
| I Hauptwerk     |       |
| Bordon          | 16′   |
| Prinzipal       | 8′    |
| Rohrgedackt     | 8′    |
| Gemshorn        | 8′    |
| Oktave          | 4′    |
| Schweizerpfeife | 4′    |
| Sifflöte        | 2′    |
| Mixtur V–VI     | 1 ⁄3′ |
| Englisch Horn   | 8′    |

| II Schwellwerk  |        |
| Flöte           | 8′     |
| Weidenpfeife    | 8′     |
| Ital. Prinzipal | 4′     |
| Blöckflöte      | 4′     |
| Quinte          | 2 ⁄3′  |
| Flachflöte      | 2′     |
| Terz            | 1 3⁄5′ |
| Scharf IV       | 1′     |
| Helle Trompete  | 8′     |

| III Oberwerk |       |
| Gedackt      | 8′    |
| Nachthorn    | 4′    |
| Prinzipal    | 2′    |
| Spitzquinte  | 1 ⁄3′ |
| Zimbel II    | 1⁄2′  |
| Rohrschalmei | 4′    |
| Tremolo      |       |

| Pedal          |       |
| Prinzipalbaß   | 16′   |
| Subbaß         | 16′   |
| Oktavbaß       | 8′    |
| Choralbaß      | 4′    |
| Rauschbauß III | 2 ⁄3′ |
| Fagott         | 16′   |

- Koppeln: Normalkoppeln
- Spielhilfen: 2 freie Kombinationen, 2 Pedalkombinationen, Crescendowalze, Tutti, Zungen ab

Die aktuelle, 1999 erbaute Orgel vom Wohlener Orgelbauer Bernhardt Edskes verfügt über 29 Register auf zwei Manualen und Pedal. Sie besitzt Schleifladen sowie eine mechanische Spiel- und Registertraktur. Die Disposition lautet:
| I Hauptwerk C–f3 |        |
| Quintade         | 16′    |
| Principal        | 8′     |
| Rohrflöte        | 8′     |
| Gamba            | 8′     |
| Octave           | 4′     |
| Spitzflöte       | 4′     |
| Quinte           | 2 ⁄3′  |
| Superoctave      | 2′     |
| Terz             | 1 3⁄5′ |
| Cornett III      |        |
| Mixtur IV        |        |
| Trompete         | 8′     |

| II Oberwerk C–f3 |       |
| Viola            | 8′    |
| Coppel           | 8′    |
| Praestant        | 4′    |
| Rohrflöte        | 4′    |
| Nasard           | 2 ⁄3′ |
| Gemshorn         | 2′    |
| Quinte           | 1 ⁄3′ |
| Cimbel III       |       |
| Dulcian          | 8′    |

| Pedal C–f1 |        |
| Subbaß     | 16′    |
| Oktavbaß   | 8′     |
| Baßflöte   | 8′     |
| Rohrquinte | 5 1⁄3′ |
| Oktave     | 4′     |
| Mixtur IV  |        |
| Posaune    | 16′    |
| Trompete   | 8′     |

- Koppeln: II/I, II/P, I/P
- Spielhilfe: Tremulant

## Glocken
Im Turm der Kirche hängen insgesamt sieben Glocken. Das eigentliche Geläute bilden die Glocken 1 bis 5.
| Glocke | Name            | Schlagton | Gewicht | Gießer               | Gussjahr |
| ------ | --------------- | --------- | ------- | -------------------- | -------- |
| 1      | Heldenglocke    | b0        | 3200 kg | Perner, Passau       | 1959     |
| 2      | Peter und Paul  | des1      | 1600 kg | Graßmayr, Ötztal     | 1760     |
| 3      | Wetterglocke    | es1       | 1100 kg | Graßmayr, Stams      | 1769     |
| 4      | Antonius        | f1        | 765 kg  | Perner, Passau       | 1966     |
| 5      | Messglocke      | as1       | 500 kg  | unbekannt            | 1435     |
| 6      | Wandlungsglocke | g2        | 120 kg  | unbekannt            |          |
| 7      | Sterbeglocke    | ges2      | 60 kg   | Eusebius von Burgraw | 1616     |